# Westminster (Californië)
Westminster is een plaats (city) in de Amerikaanse staat Californië, en valt bestuurlijk gezien onder Orange County.

## Demografie
Bij de volkstelling in 2000 werd het aantal inwoners vastgesteld op 88.207.
In 2006 is het aantal inwoners door het United States Census Bureau geschat op 89.520, een stijging van 1313 (1,5%).

## Geografie
Volgens het United States Census Bureau beslaat de plaats een oppervlakte van
26,2 km², geheel bestaande uit land.

## Plaatsen in de nabije omgeving
De onderstaande figuur toont nabijgelegen plaatsen in een straal van 16 km rond Westminster.

## Geboren
- Paul Caligiuri (1964), Amerikaans voetballer